# NGC 2706
NGC 2706 (również PGC 25102 lub UGC 4680) – galaktyka spiralna (Sbc), znajdująca się w gwiazdozbiorze Hydry. Odkrył ją Lewis A. Swift 27 lutego 1886 roku.